# Kyselina suberová
Kyselina suberová, systematicky kyselina oktandiová (latinsky acidum subericum, suber znamená korek) je nasycená dikarboxylová kyselina. Její vzorec je (CH2)6(COOH)2. Její soli a estery se nazývají suberany, systematicky oktandiany. Používá se při výrobě některých léčiv, změkčovadel a plastů.

## Vlastnosti
Za normálních podmínek je to bílý krystalický prášek. Krystalky tají při 140 °C a při vyšší teplotě sublimují. Bod varu má při teplotě 230 °C. Krystalky jsou těžko rozpustné ve studené vodě (0,6 g/l při 20 °C), snadno v horké vodě. Jako dvojmocná kyselina ve vodě disociuje ve dvou fázích. Disociační konstanty ve vodě při 25 °C jsou pKa1 = 4,51 a pKa2 = 5,40.

## Výskyt
Kyselina suberová se nachází v kůře (borce) korkového dubu ve formě suberinu a také v jedu ropuch.

Dub korkový dosahuje výšky až kolem 20 m. Jeho borka je velmi silná, pórovitá a odlupuje se ve velkých plátech. Svou tloušťkou (až 13 cm) slouží jako ochrana stromu a po odstranění je schopna regenerace. Toho se využívá při odlupování plátů, ze kterých se pak získává přírodní korek.

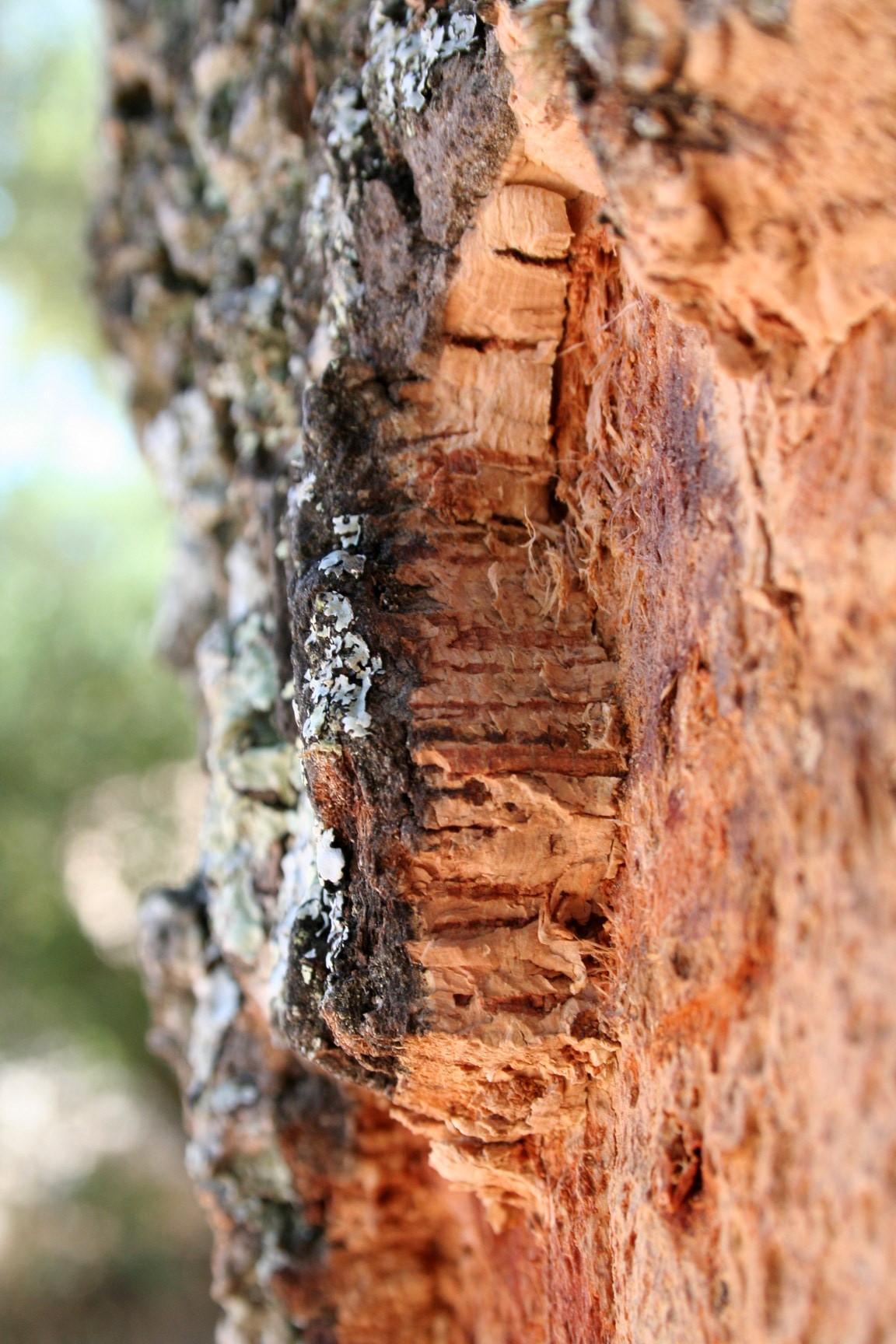
Korkový dub (Quercus suber)

## Výroba
Synteticky může být kyselina suberová vyrobena z korkových pilin, korkového nebo ricinového oleje oxidací kyselinou dusičnou nebo karbonylací hexan-1,6-diolu. Lze jí získat také oxidací kokosového, lněného nebo mandlového oleje touž kyselinou.

## Použití
- Kyselina suberová se používá k výrobě některých polyamidů a polyesterů.
- Používá se při přípravě micel. Micely jsou shluky molekul tenzidů dispergované v kapalném médiu, které mohou ovlivňovat buněčný výdej a příjem. To má význam například při podávání léků proti růstu zhoubných nádorů.
- Její estery se používají jako změkčovadla, což jsou aditiva zvyšující plasticitu nebo tekutost materiálů. U plastů změkčují výsledný produkt a zvyšují jeho ohebnost.